# Johansonia amadelpha
Johansonia amadelpha är en svampart som först beskrevs av Hans Sydow, och fick sitt nu gällande namn av Arx 1962. Johansonia amadelpha ingår i släktet Johansonia och familjen Saccardiaceae.   Inga underarter finns listade i Catalogue of Life.